# 2008年11月臺灣
| << | 2008年11月 （民國97年） | >> |    |    |    |    |
| \| 日 \| 一 \| 二 \| 三 \| 四 \| 五 \| 六 \| \| \| \| \| \| \| \| 1 \| \| 2 \| 3 \| 4 \| 5 \| 6 \| 7 \| 8 \| \| 9 \| 10 \| 11 \| 12 \| 13 \| 14 \| 15 \| \| 16 \| 17 \| 18 \| 19 \| 20 \| 21 \| 22 \| \| 23 \| 24 \| 25 \| 26 \| 27 \| 28 \| 29 \| \| 30 \| \| \| \| \| \| \| |                         |    |    |    |    |    |
| 臺灣新聞動態／維基新聞 |                         |    |    |    |    |    |
| 世界／中国大陆／臺灣 |                         |    |    |    |    |    |
| 日 | 一                      | 二 | 三 | 四 | 五 | 六 |
| |                         |    |    |    |    | 1  |
| 2 | 3                       | 4  | 5  | 6  | 7  | 8  |
| 9 | 10                      | 11 | 12 | 13 | 14 | 15 |
| 16 | 17                      | 18 | 19 | 20 | 21 | 22 |
| 23 | 24                      | 25 | 26 | 27 | 28 | 29 |
| 30 |                         |    |    |    |    |    |

## 11月30日
- 台中市垃圾處理場擋土牆補強工程發生土石崩塌意外，造成在場1名工人與1名義消人員不幸罹難，3名警義消人員受傷。[1]

## 11月29日
- 總統馬英九、民進黨主席蔡英文皆與會第八屆國家祈禱早餐會。這是馬總統首度與在野黨領袖共處一會，但兩人無任何互動。[2][3]

## 11月28日
- 行政院晚間宣佈，行政院金融監督管理委員會主任委員陳樹請辭獲准，其遺缺由前財政部政務次長、現任永豐金控董事長陳接任。[4][5]
- 中油依據浮動油價機制，傍晚宣布調降國內汽柴油批售價格，明日凌晨零時起，各類無鉛汽油、柴油格每公升調降0.1元。台塑石化隨後跟進，明日凌晨1時起，各類汽柴油每公升調降0.1元，零售價格則由各加油站自行決定。[6][7]
- 今日加權股價指數收盤行情：

 上漲6.74點／成交價：4460.49點／成交量：新台幣577.51億元

## 11月27日
- 涉及南港展覽館弊案遭到羈押的前內政部部長余政憲，台北地院在上午裁定以新台幣一百萬元交保。[8][9]

- 1998年間犯下清大王水溶屍案的前清大研究生洪曉慧，在服刑逾10年後獲得法務部核准假釋出獄。[10][11]

- 今日加權股價指數收盤行情：

 上漲181.95點／成交價：4453.75點／成交量：新台幣621.03億元

## 11月26日
- 最高檢察署特偵組偵辦扁家洗錢案與國務機要費案，檢方上午前往寶徠花園廣場就訊前總統陳水扁前總統兒子陳致中、黃睿靚夫婦。為配合檢方辦案，陳致中夫婦同意將兩人在瑞士美林等銀行三帳戶內被凍結的兩千一百萬美元（折合約新台幣七億元）匯回台灣，並先匯入最高檢察署指定的臺灣銀行專戶。[12][13]

- 今日加權股價指數收盤行情：

 上漲5.31點／成交價：4271.80點／成交量：新台幣449.74億元

## 11月25日
- 為提振房市景氣，行政院長劉兆玄與多位建築業者代表座談，會中達成八項共識，包括同意延長建築執照二年、簡化都市更新辦理程序、加速推動都市更新條例修正、推動開發型《不動產證券化條例》修正、放寬投資移民降為一千五百萬元、從國家層次研擬將營建棄土變成資源產生效益、房屋貸款協商由銀行局成立單一窗口、「加速整合北部交通網路」等。[14][15]

- 今日加權股價指數收盤行情：

 上漲105.95點／成交價：4266.49點／成交量：新台幣569.63億元

## 11月24日
- 因涉及中信金插旗兆豐金等案而遭通緝的前中信金副董事長辜仲諒，上午自日本搭乘私人飛機返台，隨即前往最高檢察署特偵組為竹科龍潭基地開發弊案等案件接受偵訊。經長達12小時訊問後，特偵組於晚間11時諭令辜仲諒以新台幣1億元交保。[16][17][18][19]
- 法國國際人權聯盟組織（FIDH），公開致函馬英九總統與行政院長劉兆玄，譴責台灣政府「以國家安全為藉口的拘捕和暴力事件已經嚴重地侵犯了人權」。[20]
- 今日加權股價指數收盤行情：

 下跌10.56點／成交價：4160.54點／成交量：新台幣457.93億元

## 11月23日
- 前立法委員曾振農在柬埔寨搭船出海時意外落水，經搶救後仍宣告不治，享年57歲。妻子張花冠以及曾家家人因班機無法配合，預計明日將前往柬埔寨奔喪。[21][22]

## 11月22日
- 美國民權團體「自由之家」發表公開聲明，建議台灣政府組成獨立委員會調查「中國特使」到台灣進行訪問時發生的警民衝突事件，並且憂心馬總統走民主自由回頭路。[23]
- 中國國民黨第17次全國代表大會臨時會在國父紀念館舉行，除通過修正黨章外，會中通過蔣孝嚴、吳敦義、曾永權、朱立倫、黃敏惠等5人擔任副主席，副主席人數並增加至8位。[24][25][26][27]
- 今年四月獲得政府正名為台灣原住民第14族的賽德克族，在花蓮縣秀林鄉加灣部落舉辦正名慶祝活動，全台各地約一千名賽德克族人在會場祭拜祖靈，並以傳統殺豬和鳴槍等儀式，向祖先告慰「要回祖先的名字」。[28]

## 11月21日
- 嘉義縣縣長陳明文因涉及民雄污水處理廠弊案遭收押禁見25天，嘉義地方法院晚間裁定停止羈押，以新台幣300萬元交保，隨後在妻子廖素惠、立委張花冠等人陪伴下前往嘉義長庚醫院靜養。[29]
- 今日加權股價指數收盤行情：

 上漲81.17點／成交價：4171.1點／成交量：新台幣518.5億元

## 11月20日
- 上揚唱片針對陳雲林來台時發生之事件發出聲明，表示上揚唱片並非如警方所聲稱的自願配合或主動關門。[30]
- 行政院主計處公佈第三季經濟成長率為-1.02%，創近七年來最大衰退幅度，且預估至明年第一季將連續三季負成長，宣告台灣經濟步入衰退時期，同時將明年經濟成長率由5.08%大幅下修至2.12%。馬英九總統接受中天新聞專訪時，為此向全民道歉。[31][32][33][34]
- 因涉及扁家疑洗錢案而遭羈押近兩個月的前總統府出納陳鎮慧，下午經特偵組提訊結束後當庭釋放。[35]
- 中油依據浮動油價機制，傍晚宣布調降國內汽柴油批售價格，明日凌晨零時起，各類無鉛汽油每公升調降1元，柴油批售價格每公升調降1.1元，創下4年10個月以來新低。[36]
- 今日加權股價指數收盤行情：

 下跌194.16點／成交價：4089.93點／成交量：新台幣449.69億元

## 11月19日
- 前總統陳水扁涉貪瀆案遭羈押禁見後，因身體不適被戒護送醫三天；因身體狀態已恢復正常，陳水扁在中午從台北縣立醫院板橋院區還押台北看守所，但仍持續禁食。[37]
- 民主進步黨中執會於本日通過第一波縣市長選舉的6人徵召名單，分別是雲林縣的現任縣長蘇治芬、屏東縣現任縣長曹啟鴻都競選連任。宜蘭縣則是羅東鎮長林聰賢，以及新竹縣彭紹瑾、基隆市林右昌和台中市林佳龍。這份名單在提交中執會審理後獲得通過。[38]
- 今日加權股價指數收盤行情：

 下跌21.09點／成交價：4284.09點／成交量：新台幣489.71億元

## 11月18日
- 由經建會研議的發放消費券方案，下午由行政院長劉兆玄正式對外宣布。發放消費券不排富、不限年齡，以全體國民為發放對象，每人發放新台幣3600元，總預算約為新台幣829億元，最快將在明年春節前推出。[39][40][41]
- 今日加權股價指數收盤行情：

 下跌134.62點／成交價：4305.18點／成交量：新台幣489.53億元

## 11月17日
- 前總統陳水扁涉貪瀆案遭羈押禁見後，因身體不適被戒護送醫，基於維安考量，上午8時由板橋亞東醫院轉送至台北縣立醫院板橋院區戒護病房。[42][43]
- 在高雄市城市光廊靜坐的野草莓學運學生，為了向馬英九總統陳情，遭便衣員警阻攔、拉扯，甚至遭到員警出言恐嚇「小心畢不了業」。[44]
- 嘉義縣長陳明文因涉貪瀆案遭羈押禁見後，絕食時間進入第7天，因身體不適，嘉義看守所於晚間主動將陳明文戒護送醫，並持續留院觀察。[45]
- 今日加權股價指數收盤行情：

 下跌12.9點／成交價：4439.80點／成交量：新台幣438.02億元

## 11月16日
- 2008年亞洲職棒大賽冠軍賽，統一7-ELEVEn獅於九局下被埼玉西武獅擊出再見安打，以0:1敗北，獲得亞軍及3000萬日幣獎金。[46]
- 前總統陳水扁因涉貪瀆案遭收押禁見後，持續在看守所內禁食以表抗議；晚間因身體出現心搏過速等症狀，經看守所醫師評估後，晚間8時被戒護送至板橋亞東醫院診療。[47][48][49]

## 11月15日
- 萬寶投顧董事朱成志發表「幫笨總統上一堂信用交易課」一文，遭金管會處分暫停執業一個月，外界質疑是因「笨總統」三字挨罰。[50]
- 最高法院檢察署特偵組偵辦扁家洗錢案與國務機要費案，檢方上午前往前總統陳水扁家庭位於信義計畫區寶徠花園廣場的住處偵訊前第一夫人吳淑珍，歷時約四小時。[51][52][53][54]
- 野草莓運動進入第十天，來自全國超過百名大學生於自由廣場會師，持續要求馬英九總統、行政院院長劉兆玄為陳雲林來台期間警方維安過當道歉，國安局局長蔡朝明、警政署署長王卓鈞下台，並修正《集會遊行法》。[55]

## 11月14日
- 最高法院檢察署特偵組偵辦扁家海外洗錢案，上午以被告身分傳喚前總統陳水扁兒子陳致中、黃睿靚夫婦，以證人身分傳喚陳水扁女兒陳幸妤到案；陳致中、黃睿靚夫婦在應訊4小時後飭回，陳幸妤則因事告假而未到案。[56][57]
- 2008年亞洲職棒大賽第四場比賽在東京巨蛋舉行，台灣代表統一7-ELEVEn獅以1:2負於日本代表埼玉西武獅，統一先發投手潘威倫吞下敗投。統一7-ELEVEn獅總戰績則為一勝一負，但仍有機會晉級總冠軍。[58][59]
- 中油依據浮動油價機制，傍晚宣布調降國內汽柴油批售價格，明日凌晨零時起，各類無鉛汽油每公升調降1.3元，柴油批售價格每公升調降1.4元，創下4年4個月以來新低。台塑石化隨後跟進，明日凌晨1時起，汽油每公升調降1.3元，超級柴油每公升調降1.4元，零售價格則由各加油站自行決定。[60][61]
- 雲林地檢署以違反貪污治罪條例起訴雲林縣長蘇治芬，具體求處有期徒刑15年、禠奪公權8年，晚間雲林地院裁定蘇治芬當庭無保釋放並限制住居。[62][63][64]
- 今日加權股價指數收盤行情：

 上漲14.87點／成交價：4452.70點／成交量：新台幣512億元

## 11月13日
- 中視選秀節目《超級星光大道》第三屆選手黎礎寧，昨日晚間疑因感情因素在轎車內燒炭自殺，被路人發現後緊急送往中國醫藥大學附設醫院急救無效，凌晨宣告不治，得年24歲。[65][66][67]
- 2008年亞洲職棒大賽今日起在東京巨蛋舉行，台灣代表統一7-ELEVEn獅在第一戰以7:4擊敗中國代表天津雄獅，九局下轟出三分再見全壘打的潘武雄獲選為單場MVP。統一7-ELEVEn獅並率先取得總戰績一勝零負的領先。[68][69]
- 今日加權股價指數收盤行情：

 下跌177.74點／成交價：4437.83點／成交量：新台幣492.53億元

## 11月12日
- 最高法院檢察署特偵組偵辦扁家洗錢案與國務機要費案，經過將近一日的審理後，台北地院裁定前總統陳水扁收押禁見，成為中華民國歷史上第一位遭收押的卸任國家元首；另一方面，為表示抗議，扁方律師表示將放棄抗告。[70][71][72]
- 今日加權股價指數收盤行情：

 下跌23.00點／成交價：4615.57點／成交量：新台幣461.84億元

## 11月11日
- 最高法院檢察署特偵組偵辦扁家洗錢案與國務機要費案，上午第五度傳喚前總統陳水扁到案，檢方認定陳水扁涉嫌貪污及洗錢等罪事證確鑿，訊後向台北地院聲押。但晚間聲押庭召開時，陳水扁自稱遭法警動粗，法官准其暫時前往台大醫院驗傷，後於隔日凌晨返回台北地院繼續開庭；經調閱各媒體的錄影，尚查無任何錄到有法警動手的影片。[73][74][75][76][77][78]
- 為抗議陳雲林來台期間警方對持有國旗民眾動粗，以及馬英九總統過於親共，一名八十歲的南投縣退休老師北上在中正紀念堂自由廣場自焚，全身燒傷面積高達80％，生命垂危。[79][80]
- 成軍十二年的中華職棒中信鯨隊，因職棒簽賭案、球隊戰力無法提升等因素，下午召開記者會宣佈球隊解散，明年職棒球季將重回聯盟成立時的四隊競逐局面。[81]
- 旅美職棒投手王建民夫婦，清晨七時搭乘華航班機自紐約返抵台灣，預計將返台停留兩個月。[82]
- 今日加權股價指數收盤行情：

 下跌101.7點／成交價：4638.57點／成交量：新台幣556.05億元

## 11月10日
- 在中正紀念堂自由廣場靜坐的學生，晚間宣布將整起抗議行動定名「野草莓運動」，並於明日起與各地參與串連的學生同步提出「集遊法違憲、人權變不見」等口號，要求政府修改《集會遊行法》。[83]
- 今日加權股價指數收盤行情：

 下跌2.06點／成交價：4740.27點／成交量：新台幣572.50億元

## 11月9日
- 為提升市場景氣，中央銀行在常務理事會議中決議降息1碼（0.25%），重貼現率、擔保放款融通利率及短期融通利率分別調降為2.75%、3.125%及5%。[84][85]

## 11月8日
- 已故台塑集團創辦人王永慶告別式，上午9時於長庚大學大禮堂舉行，馬英九總統等各界政要，以及企業界人士皆前往弔唁。王永慶靈柩將暫厝長庚大學，待明年元月中旬墓園完工後再行出殯。[86][87][88][89]

## 11月7日
- 第二次江陳會談 第五日行程：
  - 海基會在圓山大飯店，為海協會會長陳雲林舉行簡短的歡送儀式，陳雲林對連日來因值勤受傷流血的維安人員深深一鞠躬，表示問候與感謝。[90]
  - 海協會代表團搭乘中華航空CI7951週末包機，上午10時20分自桃園國際機場起飛，下午1時40分返抵北京首都國際機場。[91][92]
- 數百名大學生質疑陳雲林來台期間警方維安過當，於行政院前靜坐一天一夜遭強制驅離後，傍晚轉往自由廣場繼續靜坐抗議，要求馬英九總統、行政院院長劉兆玄道歉，國安局長蔡朝明、警政署長王卓鈞下台，並要求修正《集會遊行法》。[93][94]
- 今日加權股價指數收盤行情：

 上漲48.21點／成交價：4742.33點／成交量：新台幣671.81億元

## 11月6日
- 第二次江陳會談 第四日行程：
  - 馬英九總統在上午11時（原定下午5時半），於台北賓館接見海峡两岸关系协会會長陳雲林，會面時間全程僅約十分鐘。由於馬陳會面時間提早，民進黨為抗議陳雲林台來而舉辦的「圍城計畫」，亦提前於上午11時進行，估計有超過10萬人參加。[95][96][97][98][99][100][101]
  - 海峡两岸关系协会會長陳雲林一行於下午前往關渡，與慈濟功德會創辦人證嚴法師會面，後返回圓山大飯店觀賞當紅國片《海角七號》，並於圓山大飯店舉行答謝宴。[102][103][104][105][106]
  - 民進黨為抗議陳雲林來台的「嗆馬圍陳」行動在下午5時結束後，部分抗議民眾遊行結束後轉往圓山大飯店附近抗議，晚間於台北市立美術館附近與警方爆發近十年來最嚴重的警民流血衝突。[107][108][109][110][111]
- 台北地方法院審理前調查局局長葉盛茂洩密案，法官傳訊前總統陳水扁女兒陳幸妤、兒子陳致中、媳婦黃睿靚及前總統府資政吳澧培到庭作證。[112]
- 2008年金馬國際影展揭幕，張震、桂綸鎂主演的開幕片《停車》在西門町日新威秀影城舉行首映。[113]
- 台灣高鐵台北－板橋間，清晨發生車輛擠軌意外，造成高鐵台北站無法發車及停靠列車，各車次全面暫時改為自板橋站到開。[114][115]
- 今日加權股價指數收盤行情：

 下跌284.14點／成交價：4694.12點／成交量：新台幣568.34億元

## 11月5日
- 第二次江陳會談 第三日行程：
  - 海基會、海協會上午在圓山大飯店舉行兩岸工商及航運座談會與兩岸金融座談會，除海基會董事長江丙坤、海協會會長陳雲林外，並有海峽兩岸多位企業家與財經官員共同與會。[116][117][118][119][120][121]
  - 親民黨主席宋楚瑜，中午在圓山大飯店宴請海峡两岸关系协会會長陳雲林一行。下午，陳雲林一行展開訪台唯一一次的參訪行程，南下前往新竹科學工業園區、新竹縣新埔鎮等地。[122][123][124][125][126][127]
  - 中國國民黨主席吳伯雄，晚間於台北晶華酒店設宴款待海協會會長陳雲林一行，郭台銘、嚴凱泰等企業家共同與會；抗議民眾除在飯店外聚集，並將晶華酒店與鄰近的中山北路、林森北路等道路完全包圍，使得參與晚會的陳、吳等人受困在酒店內，來台採訪的大陸媒體也遭波及，現場多次爆發衝突，現場多名民眾、民代與警察掛彩；遲至隔日凌晨二時，警方對現場示威民眾進行強制驅離，陳雲林一行人才得以脫困返回圓山大飯店休息。[128][129][130][131][132][133][134][135][136][137][138]
- 遭雲林地檢署以涉嫌收賄拘提到案的雲林縣縣長蘇治芬，雲林地方法院在凌晨裁定600萬元交保，但蘇治芬以無罪為由堅拒交保並絕食抗議，院方兩度延後交保時限；最後，法院合議庭於下午重新裁定蘇治芬羈押兩個月；雲林縣政府則在傍晚，宣布由副縣長李應元代理縣長職務。[139][140][141][142]
- 今日加權股價指數收盤行情：

 下跌14.37點／成交價：4978.26點／成交量：新台幣837.31億元

## 11月4日
- 第二次江陳會談 第二日行程：
  - 由海峽交流基金會董事長江丙坤、海峡两岸关系协会會長陳雲林領銜展開的海基會、海協會兩會會談，上午9時在圓山大飯店登場，雙方就兩岸空運直航、海運直航、通郵、食品安全等四大議題展開協商談判，並順利達成共識。下午二時，江陳二人在簽署協議儀式中，分別簽署四項協議文本，兩人並互贈紀念品，象徵第二次江陳會的歷史任務。[143][144][145][146][147][148][149][150][151]
  - 海峡两岸关系协会會長陳雲林在兩會簽訂談判協議後，前往已故台塑集團創辦人王永慶靈堂弔唁，並向王永慶家屬表達哀悼之意。[152][153]
  - 陸委會主委賴幸媛，下午在晶華酒店會見海協會會長陳雲林一行。賴幸媛致詞時強調其陸委會主委的身分，隨後陳雲林談話時，稱賴幸媛為「台灣主管大陸事務的主要負責人」。陳雲林全場避用稱謂，以「您」來代稱賴幸媛，賴幸媛則是全場以「陳會長」稱呼。[154][155]
  - 中國國民黨榮譽主席連戰，晚間於台北國賓大飯店設宴款待海協會會長陳雲林一行；抗議民代與群眾則在飯店外持續抗爭，'與現場維安的警力一度爆發推擠，所幸未釀成嚴重衝突。警方並強制當時在飯店附近播放台灣音樂的店家關閉音樂、停止營業。[156][157][158][159][160]
  - 針對近日來有關陳雲林訪台產生的國旗爭議，馬英九總統在下午表示，絕對沒有下令撤除任何國旗，台灣任何地方都保持原有情況，不需為大陸訪客而改變。至於維安作業，馬總統表示，只要民眾在管制區外表達意見且是合法的，喜歡拿什麼旗，政府都不應干預。[161]
- 雲林地檢署以涉嫌璟美環保科技公司設置垃圾掩埋場行賄弊案，清晨在未經傳喚下逕行拘提雲林縣縣長蘇治芬。[162][163][164]
- 最高法院檢察署特偵組偵辦陳水扁家庭洗錢案，上午以被告身分傳喚前總統府副秘書長馬永成到案說明，訊後遭聲押獲准。[165][166][167]
- 中時媒體集團與旺旺集團發表聲明，旺旺集團董事長蔡衍明將以個人名義入主中時媒體集團，中時集團新東家至此塵埃落定。[168][169][170][171]
- 今日加權股價指數收盤行情：

 上漲2.43點／成交價：4992.63點／成交量：新台幣743.26億元

## 11月3日
- 第二次江陳會談 第一日行程：
  - 海峡两岸关系协会會長陳雲林率海協會協商代表團一行搭乘中国国际航空CA185班機，上午7時30分自北京首都國際機場起飛前往台灣，國台辦主任王毅並到場送行。上午11時47分，專機降落桃園國際機場；陳雲林一行於上午11時58分步出機門，由海峽交流基金會副董事長兼秘書長高孔廉率領相關人員接機。[172][173][174][175]
  - 陳雲林一行飛抵桃園國際機場後，隨即驅車前往台北市圓山大飯店，海峽交流基金會董事長江丙坤在飯店大廳率員親自迎接，江陳二人並在現場發表談話。經過簡單休息後，陳雲林在下午展開第一個行程，前往台泥大樓拜會前海基會董事長辜振甫遺孀辜嚴倬雲。[176][177][178][179][180]
  - 為抗議陳雲林率團訪台，部分泛綠政治人物與民眾接連在桃園機場、圓山等陳雲林一行造訪之處發起示威活動。四名民進黨籍台北市議員於上午前往圓山飯店「會勘」遭警方攔阻，雙方數次爆發衝突；桃園機場則有三位民眾在管制區域內高喊「台灣要獨立、台灣不是中國的一部分」，隨即遭航警架走。[181][182][183][184][185][186][187]
- 今日加權股價指數收盤行情：

 上漲124.4點／成交價：4995.06點／成交量：新台幣781.49億元

## 11月2日
- 中華職棒十九年總冠軍賽在台南市立棒球場舉行關鍵的第七場比賽，統一7-ELEVEn獅先發投手海克曼成功壓制兄弟象的打擊火力，終場以4:0完封兄弟象，成功蟬連年度總冠軍寶座，並達成隊史上第二次二聯霸外，也打破獅隊自1996年以來無法在主場封王的魔咒。海克曼除了獲選單場最有價值球員外，也成為總冠軍賽最有價值球員。[188][189][190][191][192][193][194]

## 11月1日
- 中華職棒十九年總冠軍賽第六場比賽在台南市立棒球場舉行，兄弟象在八局上成功突破僵局，利用五支安打，包括王金勇一發兩分全壘打，連續奪下五分，終場以5:0完封統一7-ELEVEn獅，貢獻兩分打點及勝利打點的陳瑞振獲選為單場MVP。總戰績則再度打平成獅象兩隊各三勝三負。[195][196][197]
- 世界知名男高音卡列拉斯訪台唯一一場演唱會，晚間7時30分在苗栗縣立體育場舉行，吸引超過四萬名觀眾到場欣賞。[198][199][200][201]
- 中油在傍晚宣佈，明日零時起調降11月份液化石油氣（LPG）及燃料油等批售價格；其中，家用液化石油氣（桶裝瓦斯）、混合丙丁烷、丙烷、丁烷每公斤調降5.5元，車用液化石油氣每公升調降3元，燃料油每公秉調降4516元。